# Koen Meuffels
Koen Meuffels (* 17. September 1994 in Someren) ist ein niederländischer Motorradrennfahrer.

## Statistik

### In der Supersport-300-Weltmeisterschaft
| Saison | Team                          | Motorrad           | Rennen | Siege | Zweiter | Dritter | Poles | Schn. Runden | Punkte | Ergebnis |
| ------ | ----------------------------- | ------------------ | ------ | ----- | ------- | ------- | ----- | ------------ | ------ | -------- |
| 2018   | Freudenberg KTM WorldSSP Team | KTM RC 390 R       | 6      | 1     | –       | –       | –     | 1            | 49     | 11.      |
| 2019   | Freudenberg KTM WorldSSP Team | KTM RC 390 R       | 6      | –     | 1       | –       | –     | 1            | 36     | 13.      |
| 2019   | Kawasaki MOTOPORT             | Kawasaki Ninja 400 | 3      | –     | 1       | –       | –     | 1            | 36     | 13.      |
| 2020   | MTM Racing Team               | Kawasaki Ninja 400 | 13     | 1     | 1       | –       | –     | 1            | 122    | 4.       |
| 2021   | MTM Racing Team               | Kawasaki Ninja 400 | 16     | –     | 1       | –       | –     | 1            | 85     | 9.       |
| Gesamt | Gesamt                        | Gesamt             | 44     | 2     | 3       | 0       | 0     | 4            | 292    |          |

### In der IDM-Supersport 300
| Saison | Motorrad           | Rennen | Siege | Zweiter | Dritter | Poles | Schn. Runden | Punkte | Ergebnis |
| ------ | ------------------ | ------ | ----- | ------- | ------- | ----- | ------------ | ------ | -------- |
| 2019   | Kawasaki Ninja 400 | 2      | 2     | –       | –       | 1     | –            | NC     | NC       |
| Gesamt | Gesamt             | 2      | 2     | 0       | 0       | 1     | 0            | 0      |          |